# Amphicnaeia tate
Amphicnaeia tate là một loài bọ cánh cứng trong họ Cerambycidae.